# 3674 Erbisbühl
3674 Erbisbühl è un asteroide areosecante. Scoperto nel 1963, presenta un'orbita caratterizzata da un semiasse maggiore pari a 2,3601914 UA e da un'eccentricità di 0,3746966, inclinata di 21,03962° rispetto all'eclittica.